# Rhomborhina unicolor
Rhomborhina unicolor är en skalbaggsart som beskrevs av Victor Ivanovitsch Motschulsky 1861. Rhomborhina unicolor ingår i släktet Rhomborhina och familjen Cetoniidae.

## Underarter
Arten delas in i följande underarter:
- R. u. fukueana
- R. u. vernicata